# Trofeo Matteotti 1970
Il Trofeo Matteotti 1970, venticinquesima edizione della corsa, si svolse il 2 agosto 1970 su un percorso di 241,2 km. La vittoria fu appannaggio dell'italiano Felice Gimondi, che completò il percorso in 6h34'44", alla media di 36,663 km/h, precedendo i connazionali Vittorio Urbani e Costantino Conti.
La corsa fu segnata dalla tragedia della morte del ciclista ventitreenne veneto della Molteni Gianfranco Bianchin, che morì annegato durante un bagno nel Mare Adriatico il 1º agosto, giorno di vigilia del Trofeo.

## Ordine d'arrivo (Top 10)
| Pos. | Corridore          | Squadra           | Tempo    |
| ---- | ------------------ | ----------------- | -------- |
| 1    | Felice Gimondi     | Salvarani         | 6h34'44" |
| 2    | Vittorio Urbani    | Filotex           | a 9'20"  |
| 3    | Costantino Conti   | Scic              | s.t.     |
| 4    | Antonio Marzoli    | Filotex           | a 12'07" |
| 5    | Alberto Tazzi      | Ferretti          | s.t.     |
| 6    | Sandro Quintarelli | Cosatto-Marsicano | s.t.     |
| 7    | Giovanni Bramucci  | Germanvox-Wega    | s.t.     |
| 8    | Adriano Pella      | Germanvox-Wega    | s.t.     |
| 9    | Fabrizio Fabbri    | Filotex           | a 17'27" |
| 10   | Donato Giuliani    | Filotex           | s.t.     |